# Gryllus campestris
Gryllus campestris, nom vulgar en català grill de camp, és un ortòpter de la família dels gríl·lids.
Generalment de color negre, amida entre 20 i 26 mil·límetres de llarg. Té dos parells d'ales, que son curtes i estan amagades sota les tegmines: les primeres estan molt més desenvolupades que les segones i tenen taques de color groc daurat a la base. Té dos cercs sensitius a l'extrem de l'abdomen. L'oviscapte de les femelles mesura de 12 a 18 mm, és recte i s'eixampla a l'àpex, en forma de sageta. És semivoltí (una generació cada dos anys) i omnívor. Són actius entre maig i agost (si bé hi ha fonts que mostren activitat entre abril i octubre) i fan la posta entre maig i juny, al terra. Dels ous en surten nimfes força semblants als adults (hemimetàbol), que van realitzant metamorfosis senzilles, s'enterren per passar l'hivern i a la primavera apareixen com a adults.
La seva distribució inclou Europa, Àsia i el nord d'Àfrica. A Catalunya es troba als Pirineus, els Prepirineus, les planes de l'Empordà, la serralada Transversal, els altiplans i les conques centrals i la serralada Litoral. Es troba en zones entre els 70 i els 14000 msnm i viu preferentment en zones de muntanya mitja i alta, en pastures humides, conreus i prats de dall. Viuen en caus formats per galeries de 10 a 12 centímetres de profunditat, que acostumen a estar situats en indrets assolellats. El grill bimaculat (Gryllus bimaculatus) és similar, ja que té una mida molt semblant, si bé és de color més negre en general.
No són considerats una plaga agrícola, si bé en casos puntuals en què hi ha una explosió demogràfica poden ocasionar molèsties en zones residencials.